# 立命馆大学
立命館大學（日语：／ Ritsumeikan daigaku）是一所日本私立大學，創立於1900年，1922年改制為大學的同时改名为立命馆大学。其本部位於京都，並在關西地方設有4個校區。為关西四大私立名校「關關同立」之一，在日本西部享有極高聲譽。
立命館大学一般的简称为「立命大」、「立命」或「立命館」，在關西地方也常被简称为「立大」，近年则开始使用「Rits」这个称呼。

## 简介

### 大学全体
1869年，西園寺公望在京都御所邸内开设的私塾立命館，該校於1870年廢校。而現在立命館大學的前身為1900年由西園寺公望的學生中川小十郎創立的京都法政學校。1905年，西園寺公望允諾京都法政學校繼承立命館的校名，並於1913年將校名改為「立命館大學」至今。「立命馆」三字的出处取自孟子「尽心章」中的「夭寿不贰，修身以俟之，所以立命也」。

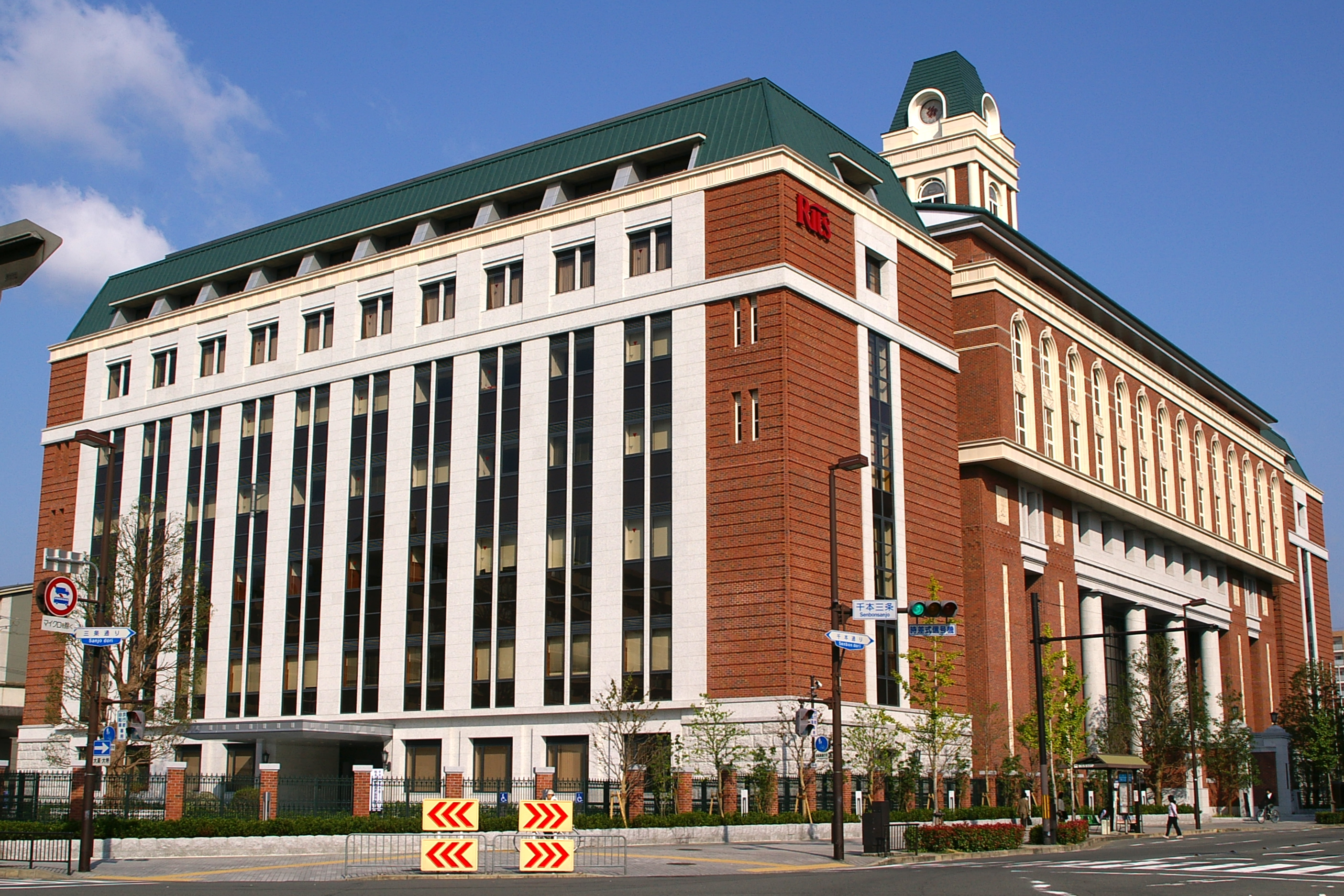
学校法人立命館本部朱雀校园的中川会馆（京都市中京区）

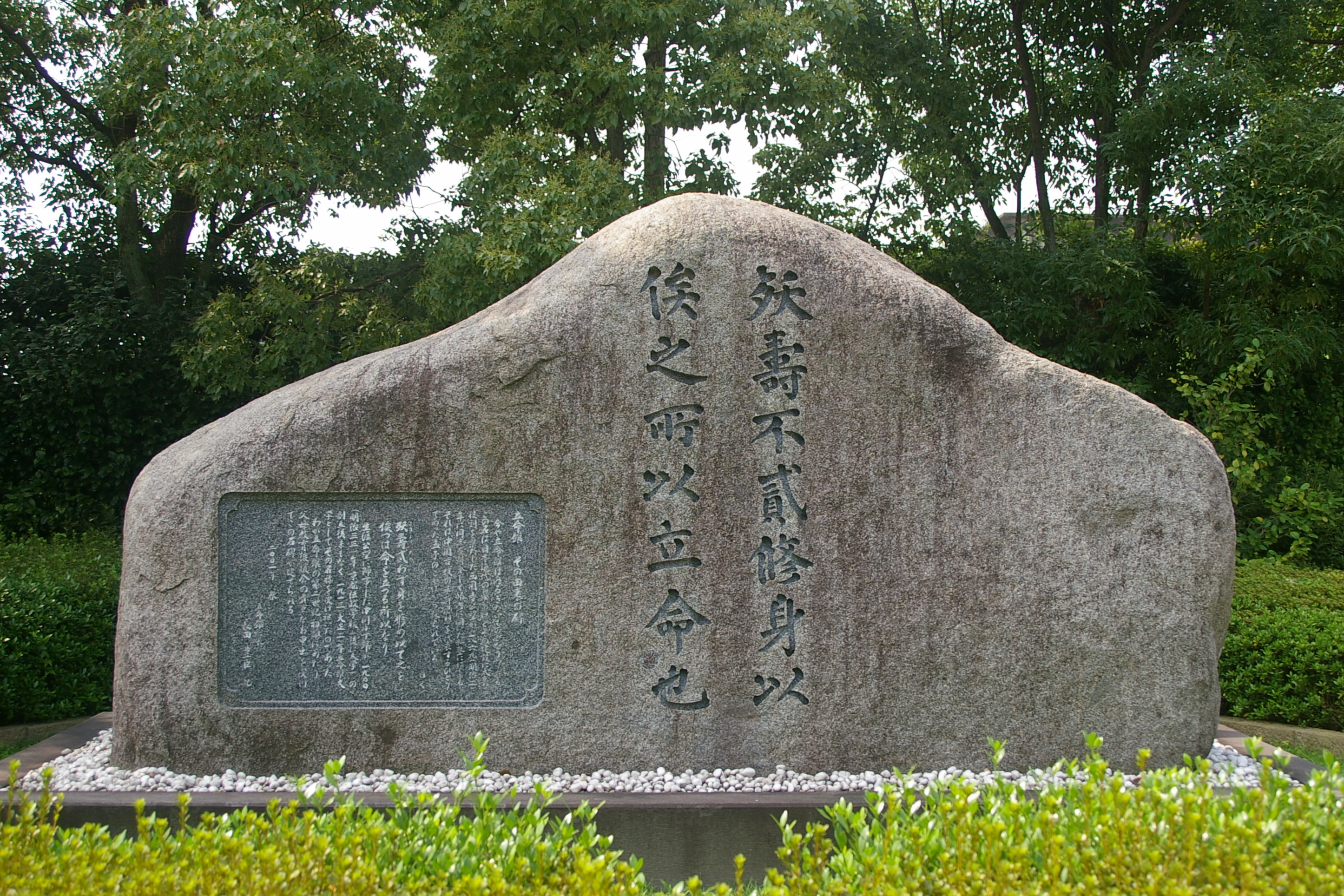
立命馆大学衣笠校园内（京都市北区）石碑「立命馆名称由来的碑」

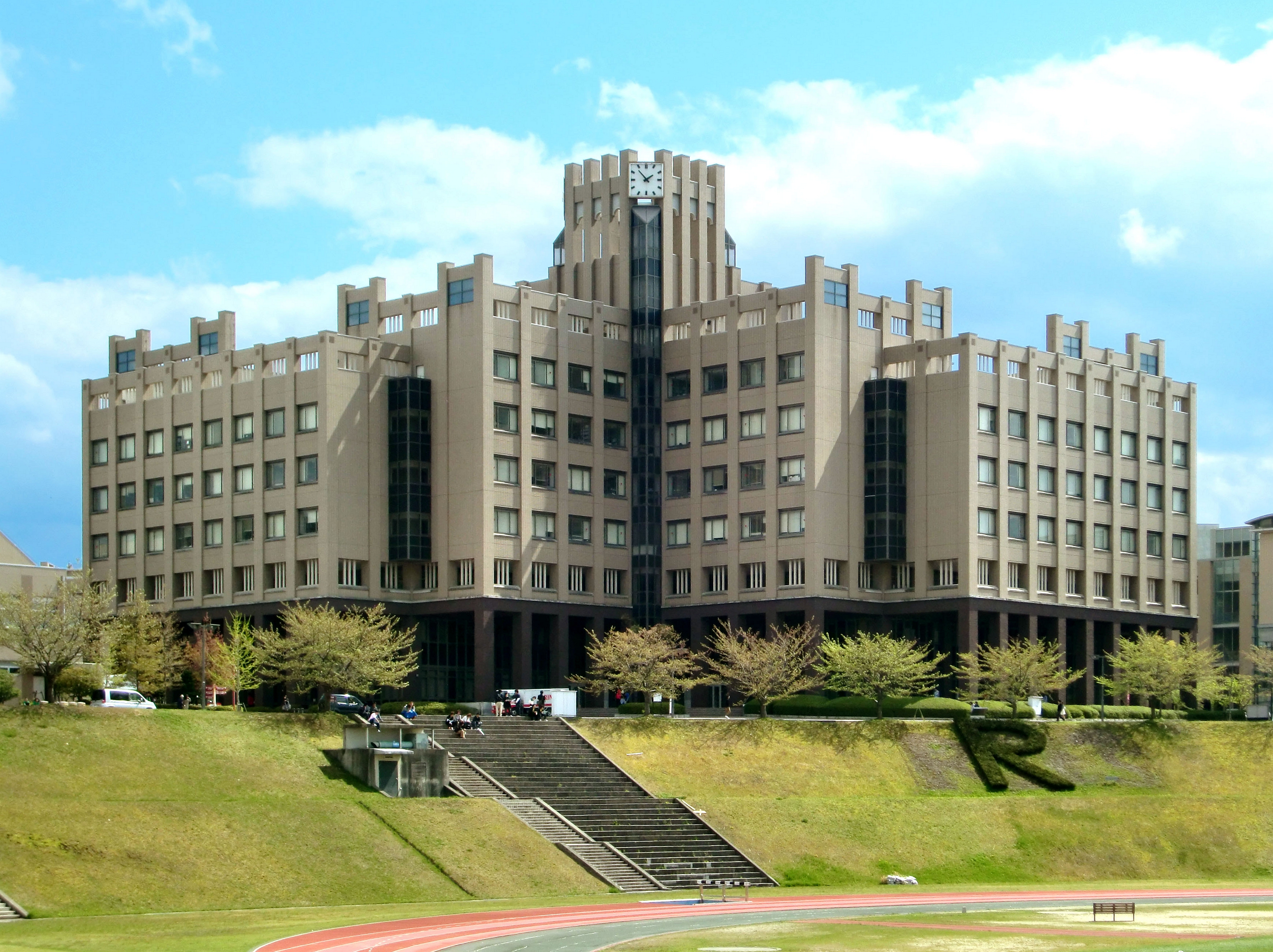
琵琶湖・草津校园 (BKC)

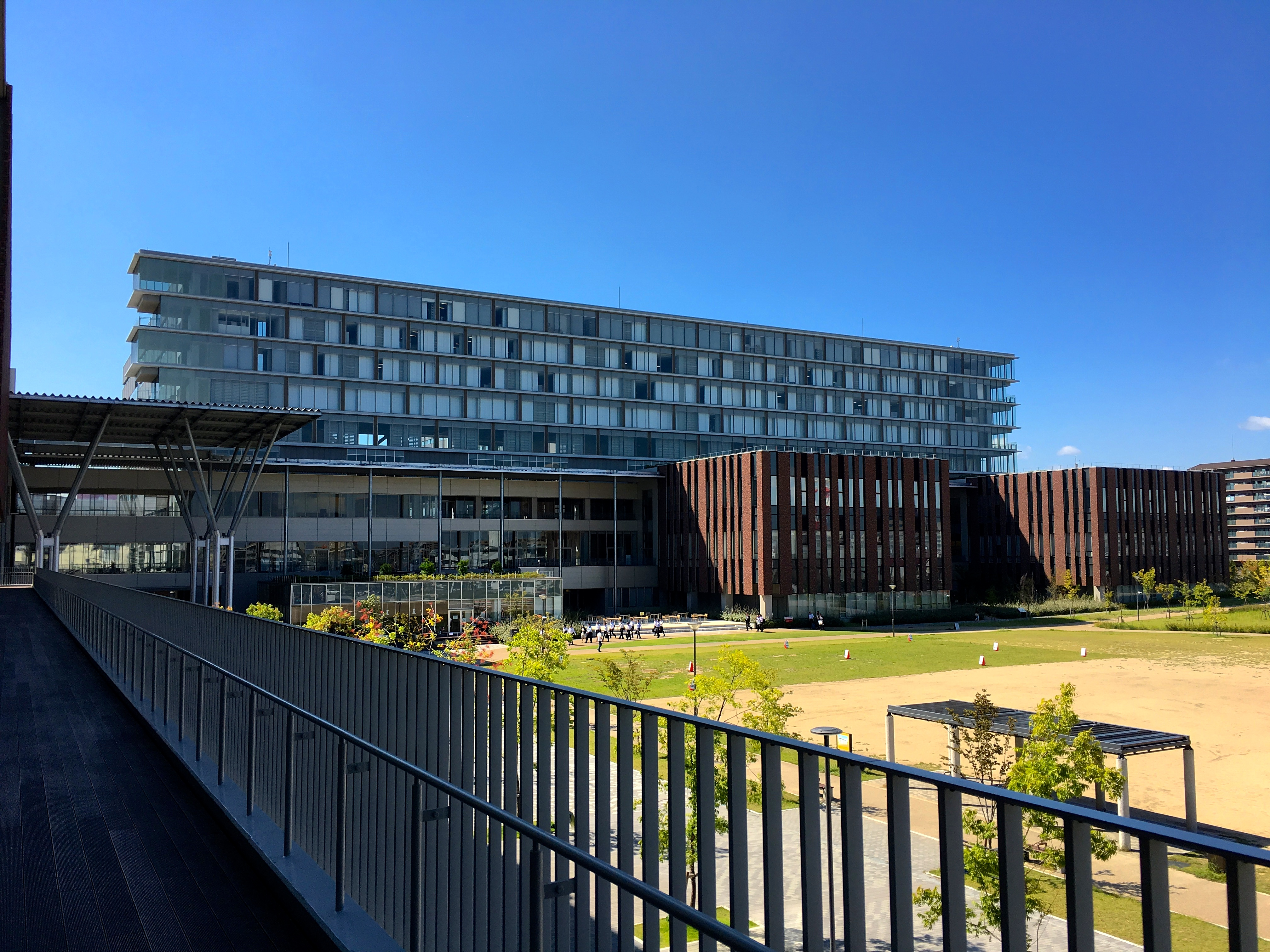
大阪茨木校園 (OIC)

立命館大學與同志社大學之間的棒球「立同戰」是京都有名的學生慶典。

### 建学精神
以「自由与清新」为建学精神，以「和平与民主主義」为建学理念。

## 沿革

### 年表
- 1900年，中川小十郎（日语：中川小十郎）设立京都法政学校（日语：京都法政学校）。
- 1903年，根据专门学校令（日语：専門学校令）变更为「私立京都法政专门学校」。
- 1904年，根据专门学校令设立「私立京都法政大学」。设置大学部（法律学科、經濟學科・予科）、专门学部（法律科、行政科、經濟科、高等研究科）。富井政章就任初代学长。
- 1905年，在继承西園寺公望1869年创设的私塾立命館（日语：私塾立命館）的名称的同时、获赠西園寺亲笔书写的「立命馆」匾额。
- 1913年　财团法人立命馆设立、更名为「私立立命馆大学」。中川小十郎就任初代馆长。
- 1914年，私立电气工学讲习所开设（理工学部的前身）
- 1922年，根据天皇勅令大学令（日语：大学令）设置立命馆大学。同时设置法学部（法律学科、経済学科）、研究科、预科、专门学部（法律科、經濟科）。
- 1927年，在专门学部中设置文学科。
- 1928年，在专门学部中设置商学科。
- 1933年，泷川事件发生。招聘辞职的京大法学部教授・助教授17名。
- 1938年，西園寺文庫創設。立命馆高等工科学校開設。
- 1939年，接受爱新觉罗溥仪50萬日圓的捐款、其中20萬日圓在衣笠购买了约6万坪的土地。立命馆高等工科学校改组为立命馆日满高等工科学校、現在的衣笠校园开校。
- 1940年，学祖西園寺公望敬仰決議。
- 1941年，校章确定为現在的式样（金色的立命、銀色的大学）。
- 1942年，加古文库创设。立命馆日满高等工科学校升格为专门学部工学科、专门学部中增设理学科。
- 1946年，立命馆周六讲座开设。
- 1948年，根据学校教育法向新制大学转变，设立法学部、经济学部、文学部。设置人文科学研究所。
- 1949年，设置理工学部。
- 1950年，设置大学院。
- 1951年，財團法人立命馆变更为学校法人立命馆（日语：学校法人立命館）。
- 1955年，理工学研究所设立。
- 1957年，末川文库创设。
- 1962年，经营学部设立。
- 1965年，产业社会学部设立。
- 1969年，發生海神（わだつみ）像破壊事件。
- 1981年，衣笠校园全面迁移完成。
- 1987年，理工学部中增设情报工学科。
- 1988年，国际关系学部设置西園寺記念馆。国際地域研究所設立。受托联合国慈善図書馆运营。
- 1989年，国际语言文化研究所設立。
- 1990年，教育科学研究所設立。
- 1994年，立命馆大学琵琶湖・草津校园（BKC）开设。
- 1994年，立命馆宇治高等学校开校（与学校法人宇治学园合并）。
- 1995年，立命館大学庆祥高等学校（现立命馆庆祥高等学校）开校（学校法人庆祥学园合并）。
- 2000年，立命馆亚洲太平洋大学（大分県別府市）开校。
- 2000年，立命馆庆祥中学校开校。
- 2003年，立命館宇治中学校開校。
- 2006年，立命馆守山高等学校（守山市无偿让渡市立守山女子高等学校、合并后又接收平安女学院大守山校园）开校。
- 2006年，立命馆小学校开校。
- 2006年，立命馆朱雀校园开设、校园本部搬迁至此。
- 2007年，立命館守山中学校开校。
- 2007年，開設映像學部。
- 2008年，開設生命科學部、藥學部。
- 2010年，開設運動健康科學部。
- 2015年，開設大阪茨木校園。
- 2016年，開設綜合心理學部。
- 2018年，開設食管理學部。
- 2019年，開設環球教養學部。

## 教育及研究

### 組織

#### 学部
- 法学部
  - 法学科
- 文学部
  - 哲學專攻
  - 教育人間學專攻
  - 日本文學專攻
  - 中國文學專攻
  - 英美文學專攻
  - 心理學專攻
  - 日本史學專攻
  - 西洋史學專攻
  - 東洋史學專攻
  - 地理學專攻
- 産業社会学部
  - 現代社会專攻
  - 媒體社會專攻
  - 運動社會專攻
  - 兒童社會專攻
  - 人間福祉專攻
- 国际关系学部
  - 国际关系学科
- 政策科学部
  - 政策科学科
- 经济学部
  - 经济学科
  - 国際经济学科
- 経営学部
  - 经营学科
  - 国际经营学科
- 理工学部
  - 数理科学科
  - 物理科学科
  - 应用化学科
  - 化学生物工学科
  - 电气电子工学科
  - 电子光情报工学科
  - 电子情报设计学科
  - 机械工学科
  - 機器人学科
  - 微機械系統工学科
  - 都市系統工学科
  - 环境系統工学科
  - 建筑都市設計学科
- 情报理工学部
  - 情报系統学科
  - 情报通訊学科
  - 媒體情报学科
  - 人工智能情报学科
  - 生命情报学科
- 映像学部
- 食品经管学部
- 生命科学部
  - 応用化学科
  - 生物工学科
  - 生命情報学科
  - 生命医科学科
- 藥学部
  - 薬学科

#### 大学院
- 法学研究科
  - 法学专攻
    - 研究课程（博士前期課程・博士后期課程）
    - 商業法课程（博士前期課程）
    - 公共行政课程（博士前期課程）
    - 法政研究课程（博士前期課程）
- 经济学研究科
  - 经济学专攻
    - 经济原论與政策课程（博士前期課程）
    - 税理與财务课程（博士前期課程）
    - Master's Program in Economic Development（博士前期課程）
    - 博士后期課程
- 経営学研究科（博士前期課程・博士后期課程）
  - 企业经营专攻
- 社会学研究科（博士前期課程・博士后期課程）
  - 应用社会学专攻
- 国際関係研究科（博士前期課程・博士后期課程）
  - 国际关系学专攻
- 政策科学研究科（博士前期課程・博士后期課程）
  - 政策科学专攻
- 文学研究科（博士前期課程・博士后期課程）
  - 哲学专修
  - 教育人類学专修
  - 心理学专修
  - 日本文学专修
  - 中国文学與思想専修
  - 英美文学専修
  - 日本史学専修
  - 東洋史学専修
  - 西洋史学専修
  - 地理学専修
  - 綜合人文学専修
- 応用人類科学研究科（硕士課程）
  - 応用人間科学専攻
- 言語教育情報研究科（硕士課程）
  - 言語教育情报课程专攻
    - 言語教育学课程
    - 英語教育学學程
    - 日本語教育学學程
    - 言語情報通訊课程
- 先端総合学術研究科（一貫制博士課程）
  - 先端総合学術専攻
- 理工学研究科
  - 基础理工学专攻（博士前期課程）
    - 数理化学课程
    - 物理化学课程

  - 創造理工学专攻（博士前期課程）
    - 应用科学课程
    - 电子系统课程
    - 机械系统课程
    - 环境都市课程
    - 尖端技术融合学课程

  - 情报理工学专攻（博士前期課程）
    - 计算机科学课程
    - 人類情報学课程
    - 生命情報学课程

  - 综合理工学专攻（博士後期課程）
  - 先進理工学专攻（一貫制博士课程）
- 技術管理研究科（硕士课程）
  - 技術管理专攻
- 法务研究科（专门职学位课程）
  - 法务专攻
- 経営管理研究科（专门职学位課程）
  - 企业经营课程（商業學校）
  - 企业会计课程（會計學校）

#### 附属機関
- 衣笠総合研究機構
- 人文科学研究所
- 国際地域研究所
- 国際言語文化研究所
- 人類科学研究所
- 美洲研究中心
- 藝術研究中心
- 地域情报研究中心
- BKC社系研究机构
- 社会系統研究所
- 経営戦略研究中心
- 財務研究
- 総合理工学研究机构
- 理工学研究所
- 機器人・FA研究中心
- 材料・生产技术研究中心
- 电子技术研究中心
- 软件研究中心
- 环境综合研究中心
- 建设管理研究中心
- 生態技術研究中心
- 微系統技術研究中心
- 運動健康产业研究中心
- SR中心
- VLSI中心
- 放射光生命科学研究中心
- 历史都市防灾研究中心
- 教育开发與支援中心

## 校友

### 日本
- 長尾敬（衆議院議員，民主党，1986年經營学部畢業）
- 安藤百福（原名吳百福，日清食品創辦（株）元会長，立命館大学「名誉館友」，1934年専門部經濟科畢業）
- 白川静（漢学者，立命館大学名誉教授，2004年文化勳章，1936年専門部文学科畢業）
- 古田敦也（日本棒球選手）
- 小林綾子（日本女演員，曾飾演阿信幼年角色而名滿亞洲）
- 仓木麻衣（日本著名歌手，2001年4月入学，2005年春毕业，2016年4月任産業社会学部客員准教授）
- 鈴木貴之（日本男演員，第一屆Mr.JAPAN優勝者）
- 井上由美子，日本女編劇。
- 小山力也，日本男演員、配音員。
- 安田峰俊，滋賀縣縣民，日本作家。（畢業於立命館大學、廣島大學文學研究所）
- 大空直美，日本女配音員。
- 西尾維新，日本作家。
- 水野良，日本作家。
- 榮枝裕貴（日语：榮枝裕貴）（日本職棒阪神虎隊選手）

### 中華民國（大陸地區）
- 愛新覚羅溥傑，清朝宣統帝溥儀的同母弟。（中華人民共和国全国人民代表大会人民代表，1991年名誉法学博士）

### 中華民國（台灣）
- 顏欽賢，台灣早期礦業大亨。（經濟科修了）
- 陳炯霖，綠色公民行動聯盟執行秘書
- 邱榮裕，台灣客家史學者，該校大學院文學研究科文學博士

### 約旦
- 莉雅·宾特·侯赛因公主，是哈希姆家族的一員。

## 附属学校
- 立命馆小学校
- 立命馆守山中学校、高等学校
- 立命馆亚洲太平洋大学
- 立命馆中学校、高等学校
- 立命馆宇治中学校、高等学校
- 立命馆庆祥中学校、高等学校[1]

## 外部連結
- （日語）立命馆大学 （页面存档备份，存于）